# باشگاه فوتبال تی‌یواس هیلین آلتنسن
تی‌یواس هیلین آلتنسن، یک باشگاه فوتبال آلمانی از ناحیه آلتنسن در شهر اسن، نوردراین-وستفالن است.

## تاریخچه

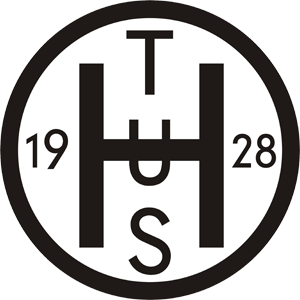
لوگوی باشگاه در سال ۱۹۳۴

این تیم در سال ۱۹۲۸ با نام تی‌یواس هیلین آلتنسن ورکس تأسیس شد و در سال ۱۹۳۴ با تی‌یواس هیلین آلتنسن سالزر ادغام شد و تی‌یواس هیلین آلتنسن را تشکیل داد. در سال ۱۹۳۹، تی‌یواس هیلین آلتنسن نیز بخشی از باشگاه ورزشی شد. این باشگاه تا اواسط دهه ۱۹۵۰ با شرکت معدنی متعلق به خانواده کروپ ارتباط نزدیک داشت.
مانند بسیاری از سازمان‌های دیگر در کشور آلمان، از جمله باشگاه‌های ورزشی و فوتبال، تی‌یواس پس از جنگ توسط مقامات اشغالگر متفقین منحل شد. در سال ۱۹۴۵ با نام وی اف آر اسن مجدداً تأسیس شد و در سال ۱۹۴۸ نام تی‌یواس هیلین آلتنسن را به خود اختصاص داد. بین سال‌های ۱۹۵۶ و ۱۹۴۸ این تیم در لیگ ناحیه A اسن شمال غربی شرکت کرد، اما در پایان نتوانست موفقیتی کسب کند.

## ورزشگاه
تی‌یواس مسابقات خانگی خود را در ورزشگاه هیلین باومینگهاوس انجام داد که در ابتدا ظرفیت ۲۵۰۰۰ نفر داشت. پس از سال ۱۹۳۹ این مرکز با نام ایم شولبرانک شناخته شد و در سال ۲۰۰۱ ظرفیت ۱۸۰۰۰ نفر را داشت. امروزه ورزشگاه ۱۱۰۰۰ نفر را در خود جای می‌دهد.